# Provinzialtagswahlen im Volksstaat Hessen 1926
Die Wahl der Provinzialtage im Volksstaat Hessen fand am 15. November 1926 statt. Die Gemeindeparlamente und Kreistage waren bereits im Rahmen der Kommunalwahlen im Volksstaat Hessen 1925 bestimmt worden.

## Wahlergebnisse
Die Wahl ergab folgende Ergebnisse:
| Provinz     | Stimmberechtigte | Wähler  | KPD    | SPD     | DDP    | Zentrum | DVP    | DNVP    | Hessischer Landbund | Sonstige |
| ----------- | ---------------- | ------- | ------ | ------- | ------ | ------- | ------ | ------- | ------------------- | -------- |
| Starkenburg | 399.042          | 245.698 | 22.106 | 86.035  | 16.320 | 36.658  | 26.119 | 14.851  | 27.688              |          |
| Oberhessen  | 205.687          | 112.187 | 3.003  | 35.358  | 6.104  | 5.820   | 7.782  | 39.770  | 39.770              | 7.131    |
| Rheinhessen | 247.620          | 142.683 | 5.879  | 43.006  | 12.775 | 35.451  | 17.132 | 5.330   | 12.497              | 3.747    |
| Hessen      | 852.349          | 500.568 | 30.988 | 164.399 | 35.199 | 77.929  | 51.033 | 0       | 0                   | 10.878   |
| Hessen 1922 | 805.808          | 520.306 | 28.982 | 184.821 | 37.180 | 74.866  | 64.959 | 102.085 | 102.085             |          |

Daraus ergab sich folgende Mandatsverteilung:
| Provinz     | KPD | SPD | DDP | Zentrum | DVP | DNVP | Hessischer Landbund | Sonstige | Summe |
| ----------- | --- | --- | --- | ------- | --- | ---- | ------------------- | -------- | ----- |
| Starkenburg | 5   | 19  | 3   | 8       | 6   | 3    | 6                   |          | 50    |
| Oberhessen  | 1   | 12  | 2   | 2       | 2   | 15   | 15                  | 1        | 35    |
| Rheinhessen | 1   | 13  | 4   | 11      | 5   | 1    | 4                   | 1        | 40    |
| Hessen      | 7   | 44  | 9   | 21      | 13  | 25   | 25                  | 4        | 125   |